# The Damned
The Damned је енглески панк рок бенд основан у Лондону 1976. од стране главног вокала Дејва Вејнијена, гитаристе Брајана Џејмса, басисте (и касније гитаристе) Кептен Сенсибила и бубњара Рет Скебиса. Били су први панк бенд из Уједињеног Краљевства који је објавио сингл "New Rose", и који је објавио студијски албум Damned Damned Damned  и направио турнеју по Сједињеним Државама. Имају девет синглова који су се нашли на UK Singles Chart Тop 40.
Бенд се накратко распао након што је Music for Pleasure, наставак њиховог дебитантског студијског албума, критикован. Брзо су се реформисали без Брајана Џејмса, и објавили Machine Gun Etiquette. Током 1980-их објавили су четири студијска албума, The Black Album, Strawberries, Phantasmagoria и Anything, на којима је бенд кренуо ка готик року. На последња два албума није учестовао Кептен Сенсибл, који је напустио бенд 1984. године. Године 1988, Џејмс и Сензибил су се поново придружили да одсвирају серију реунион свирки, од којих је једна објављена сљедеће године као уживо албум Final Damnation. Њихов брзи панк рок цитиран је по томе што је утицао и обликовало појаву хардкор панка у касним 1970-им и раним 1980-им у Уједињеном Краљевству и Сједињеним Државама.
The Damned се поново реформисао за турнеју 1991. године. Године 1995. објавили су нови студијски албум Not of This Earth, који је био последњи Скејбисов са бендом. Затим је услиједио Grave Disorder, So, Who's Paranoid? и Evil Spirits њихов први студијски албум на листи 10 најбољих званичних листа Уједињеног Краљевства, који је заузео 7. мјесто. Упркос бројним промјенама у постави, Ваниан, Сенсибл, клавијатуриста Монти Оксиморон, бубњар Пинч и басиста Сту Вест били су заједно од 2004. до 2017. године, када је Вест напустио бенд, а бивши басиста Пол Греј се поново придружио. Године 2019. бубњар Пинч је напустио бенд, а у фебруару 2022. замијенио га је нови бубњар Вил Тејлор.

## Историја

### Формирање и тешке године (1976—1978)
Дејв Вејнијен, Кептен Сенсибл и Рат Скејбис су били чланови бенда Masters of The Backside, који је такође укључивао будућу фронтменку Pretenders-а Криси Хајнд. Брајан Џејмс је био члан London SS-а, који никада није свирао уживо, али је поред Џејмса укључивао и музичаре који су касније стекли славу у Clash-у и Generation X. Скејбис је Џејмса познавао кроз неуспјелу аудицију као бубњара за London SS.  Када су њих двојица одлучили да оснују сопствени бенд, са Џејмсом на гитари и Скејбисом на бубњевима, позвали су Сид Вишоса из Sex Pistols-а и Дејва Вејнијена на аудицију за пјевача. Само Вејнијен се појавио и добио улогу. Сенсибл је постао басиста бенда, а њих четворица су себе назвали The Damned. Криси Хајнд ће касније написати да су „Без мене били вјероватно музички најуспешнија панк одјећа у граду“.
The Damned je одржао свој први наступ 6. јула 1976. године, подржавајући Sex Pistols у 100 Club-у. Lo-fi снимак емисије је касније објављен као Live at The 100 Club. Као дио растуће панк сцене у Лондону, The Damned је поново свирао у клубу 20. септембра, на 100 Club Punk Festival-у.
Дана 22. октобра, пет недјеља прије објављивања пјесме „Anarchy in The U.K.”, Stiff Records је објавио први сингл групе The Damned, „New Rose”, чиме су постали први британски панк бенд који је објавио сингл. Б-страна сингла је била брза обрада Битлса "Help!". Критичар Нед Рагет описао је „New Rose” као „бесмртну химну романтичног страха нуклеарне снаге”.
Када су Sex Pistols објавили свој сингл, узели су The Damned, заједно са Clash-ом и Џонија Тандера из Heartbrakers-а, као уводничаре за њихову децембарску турнеју "Anarchy Tour of the UK". Многи од датума турнеје су отказани од стране организатора или локалних власти, а одржано је само седам од отприлике двадесет заказаних наступа. The Damned је напустио турнеју прије него што ју је завршио менаџер Sex Pistols-a Малколм Мaкларен.
The Damned је објавио свој дебитантски студијски албум, Damned Damned Damned, 18. фебруара 1977. Продуцирао од стране Ник Лоуа, био је то први студијски албум који је издао британски панк бенд, а укључивао је и нови сингл „Neat Neat Neat“.  Према Брендану Мулену, оснивачу клуба Тhe Masque из Лос Анђелеса, њихова прва турнеја по САД открила им је да фаворизују веома брз темпо, помажући да инспиришу први талас хардкор панка са западне обале.
Тог августа, Лу Едмондс је доведен као други гитариста. Ова проширена постава је безуспјешно покушала да доведе повученог Сида Барета да продуцира њихов други студијски албум. Пошто нису могли да добију Барета, задовољили су се са његовим бившим колегом из Пинк Флојда, Ником Мејсоном. У новембру је овај албум објављен као Music for Pleasure, а критичари су га брзо одбацили. Његов неуспјех је довео до испадања бенда из Stiff Records-a. Скејбис је такође био незадовољан албумом и напустио је бенд након снимања. Замијенио га је будући бубњар Culture Club-a Џон Мос, који је свирао са бендом док нису одлучили да преастану у фебруару 1978.

## Дискографија
- Damned Damned Damned (1977)
- Music for Pleasure (1977)
- Machine Gun Etiquette (1979)
- The Black Album (1980)
- Strawberries (1982)
- Phantasmagoria (1985)
- Anything (1986)
- Not of This Earth (1995)
- Grave Disorder (2001)
- So, Who's Paranoid? (2008)
- Evil Spirits (2018)